# 大葉みらい
大葉 みらい（おおば みらい、2004年12月3日 - ）は、日本の女性アイドル、タレント。福岡県出身。IQプロジェクト（Uniiique系列）所属。女性アイドルグループ「HelloYouth」のメンバー。

## 略歴
2018年、父親の勧めで「IQプロジェクト2018オーディション」に応募し、福岡の芸能プロダクション『ジョブ・ネット』に入所。育成部門 IQプロジェクト研究生としてイベント「IQプロジェクト研究生公演～あの子はどっち！？～」に出演（4月29日に初めてステージに立つ）し、7月29日に新グループ女性アイドルグループ「HelloYouth」の初期メンバーに選出。8月26日にFBS福岡放送「24時間テレビ」にてデビュー。
2022年、ドゲンジャーズハイスクールに通訳さん役、フェノメノンに比露美役として出演。
2023年、ドゲンジャーズメトロポリスに通訳さん役として出演。

## 人物
HelloYouthの元気担当！好きな色はみずいろ、おかしすきすき星人、将来の夢はお金持ち！４歳の時からダンスをしている。運動神経はびっくりするほど悪い。インタビューでは「グループではムードメーカーを担当し、ライブの雰囲気づくりや魅せ方などの演出を大事にしている」などと語っている。メンバーカラーは青。
メンバー柄(メンバーガラー)は迷彩。

## 出演

### 映画
- 喝采は聞こえない、2025年4月7日 - 5月6日、別府ブルーバード劇場[12]

### テレビドラマ
- 『ドゲンジャーズ』シリーズ
  - シーズン3 ドゲンジャーズ ハイスクール（2022年4月10日 - 6月26日、九州朝日放送、TOKYO MX、他） - 通訳さん 役、第01話、第05話、第06話、第11話、第12話、メイキング01話[13]、メイキング05話[14]、メイキング06話[15]
  - シーズン4 ドゲンジャーズ メトロポリス（2023年4月23日、九州朝日放送他）[16] - 通訳さん 役、第3話
  - ドゲンジャーズ『異世界転生したらドゲンジャーズだった件』2025年7月13日(日)～

### オリジナルビデオ
- 『フェノメノン』シリーズ（ROSENFILM） - 比露美 役
  - フェノメノン（2022年7月3日先行公開、BSフジ）[17][18][19]挿入歌歌唱[20]
  - フェノメノン-interlude-（2023年9月6日先行公開、Amazon Prime） [21][22][23]
  - フェノメノン-unison-（2024年4月14日先行公開、Amazon prime）
  - フェノメノン-extra-（2025年3月14日先行公開、Amazon prime）

### CM・広告・イメージモデル
- 「自転車の正しい歩道通行方法」（2022年、福岡県警察）[24]

### Youtube企画動画[25]【踊ってみた】
- 金曜日のおはよう(2020年3月14日)
- ファンサ(2020年5月3日)
- おねがいダーリン(2020年6月5日)
- 劣等上等(2020年6月9日)
- 惑星ループ(2020年6月17日) HelloYouth コラボ[26]
- 君と夏フェス(2021年1月28日) 藤崎まりな コラボ
- Booo!(2021年3月23日) 田仲笑茉 コラボ
- うまぴょい伝説(2021年6月14日)
- アユミ☆マジカルショータイム(2021年10月09日) 平松聖菜 コラボ
- チェリボム(2022年5月18日)花城玲奈 コラボ
- シル・ヴ・プレジデント(2022年12月1日)大島向葵 コラボ

### イベント
- 大葉みらい高校卒業記念 ~振袖撮影&お話し会~[27]（2023年4月16日）
- ブライダルドレスファッションショー（2024年7月1日、グランフェスタ博多）

### 舞台
- 舞台「アリスインデッドリースクール 楽園 FUKUOKA」アリスインプロジェクト×トキヲイキル[28](2020年1月29日～2月2日、ぽんプラザホール)緑浜塔蘭 役[29]主題歌[30]
- きしPこくーん旗揚げ公演「冥土inシェアハウス」[31](2023年9月13日～9月17日、ぽんプラザホール)[32][33][34]
- 「リベンジ・ライフ 2024 in フクオカ」[35](2024年6月12日～6月16日、ぽんプラザホール) ワタナベ コズエ役[36]

### 新聞・雑誌
- スポニチアネックス「推し面」取材班『みーらい！コールが嬉しくて」──HelloYouth大葉みらい、7年目で初めて“名前を呼ばれるパート”に感激』
- スポニチアネックス「推し面」取材班『魂を削るライブ、それが私の青春──HelloYouth大葉みらい「ステージに立つにふさわしい人間であること」』
- スポニチアネックス「推し面」取材班『「全力で楽しんで、全力でふざける」――大葉みらいが語るHelloYouthという“青春”』